# Negidalski jezik
Negidalski jezik (ISO 639-3: neg; negidal, neghidal, negidaly), altajski jezik tunguske porodice kojim govori oko 150 ljudi od 567 etničkih Negidala u Habarovskom kraju u Rusiji na donjim pritokma rijeke Amur. Govore ga uglavnom starije odrasle osobe, a u upotrebi je i ruski [rus].
Negidalski je jedini predstavnik istoimene podskupine sjevernotunguskih jezika. Ima dva dijalekta, nizovsk i verkhovsk. Pripadnici etničke grupe žive tradicionalno, a žene se i s Ulčima, Nanajcima i Nivhima

## Vanjske poveznice
- Ethnologue (14th)
- Ethnologue (15th)